# Edwige Ngono Eyia
Edwige Ngono Eyia (ur. 10 czerwca 1988) – kameruńska zapaśniczka walcząca w stylu wolnym. Trzykrotna medalistka mistrzostw Afryki; srebrna w 2015; brązowa w 2010 i 2014 i siódma w 2012. Czwarta na igrzyskach afrykańskich w 2015. Piąta na igrzyskach wspólnoty narodów w 2014. Druga na igrzyskach frankofońskich w 2013 roku.